# Boyan Slat
Boyan Slat (Delft, 27 de julio de 1994) es un inventor y emprendedor neerlandés de origen croata que a sus 16 años creó la fundación sin ánimo de lucro The Ocean CleanUp.

## Primeros años
Boyan Slat nació en 1994 en Delft, Países Bajos, su padre es un artista que desde 2017 vive en Istria, Croacia, ciudad donde sus padres son originarios. Slat ha creado proyectos de ingeniería y construcción desde que tenía 3 años. A la edad de 12 años, consiguió un récord Guinness cuando lanzó 223 cohetes de agua de forma simultánea.

## Interés inicial por la contaminación de los plásticos
En 2011, cuando tenía 16 años, Slat se cruzó con más plásticos que con peces durante una sesión de buceo cuando estaba de vacaciones en Grecia. Consagró un proyecto del instituto a investigar en profundidad la contaminación que el plástico generaba en los océanos y por qué se consideraba posible limpiarlo. Tiempo después, sugirió la idea de construir un sistema pasivo que emplease las corrientes marinas a su favor. Presentó el proyecto durante una charla TED en Delft en 2012.
Slat abandonó sus estudios en Ingeniería Aeroespacial en la Universidad Técnica de Delft.

«La tecnología es el agente más potente de cambio. Es un amplificador de nuestras capacidades humanas».
Slat para The Economist.

## The Ocean Cleanup
En 2013, Slat fundó la entidad sin ánimo de lucro llamada The Ocean Cleanup, de la que es ahora CEO. El objetivo de The Ocean Cleanup es desarrollar tecnología avanzada que ayude a eliminar los plásticos del océano.  Tras su fundación, The Ocean Cleanup consiguió 2,2 millones de dólares a través de una campaña de financiación colectiva en la que colaboraron 38.000 donantes de 160 países.  En junio de 2014, The Ocean Cleanup publicó un estudio de viabilidad compuesto de 528 páginas acerca del potencial del proyecto.
Desde los inicios de The Ocean Cleanup, la organización ha conseguido 31,5 millones de euros en donaciones de emprendedores en Europa y en Silicon Valley, incluyendo a Marc Benioff, CEO de Salesforce. Boyan Slat estima que, con la creación de nuevos diseños y con unos costes mínimos, en un plazo de cinco años se habrá limpiado por completo la gran mancha de basura del Pacífico. El proyecto se inicia a mediados de 2018 con la instalación de uno de los sistemas y progresivamente se irán añadiendo el resto de los sistemas hasta que se alcance la implantación completa en 2020.

## Premios y reconocimientos

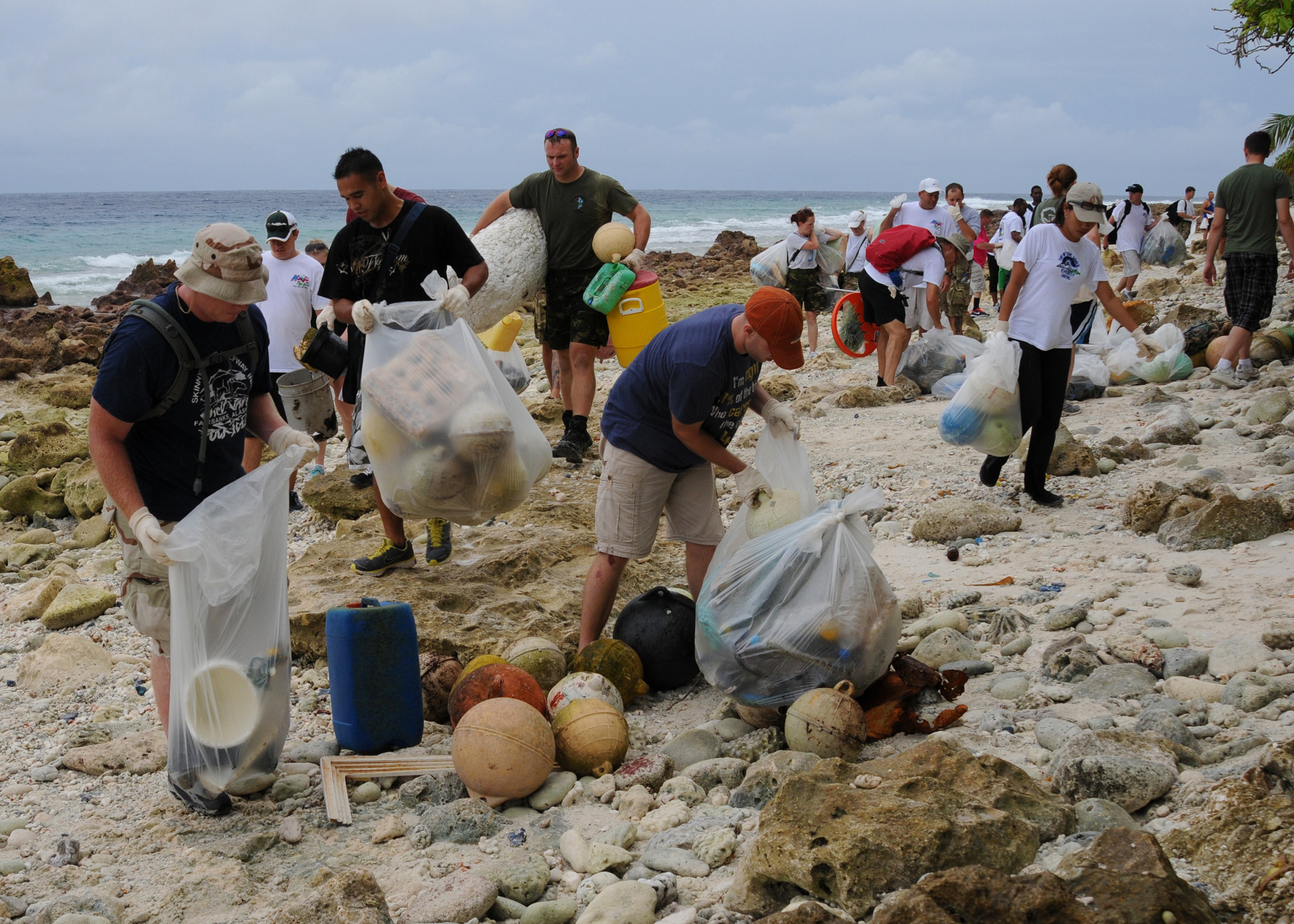
Marineros limpiando una playa en García.

- En noviembre de 2014, Slat fue galardonado por el Programa de las Naciones Unidas para el Medio Ambiente con el premio Campeones del Planeta.[17][18]
- En 2015, el rey Harald V de Noruega, concedió a Slat el premio de jóvenes emprendedores.[19][20]
- Forbes, incluyó a Slat en su lista 30 under 30 en 2016.[21]
- Fue seleccionado en Thiel Fellowship, un programa de becas. El programa comenzó en 2011 gracias a Peter Thiel, inversor y cofundador de Paypal.[22] Concede 100.000$ a emprendedores menores de 22 años que posponen sus estudios para trabajar en su nueva empresa.[23]
- En febrero de 2017, Reader's Digest señaló a Boyan Slat como Europeo del Año,[24] y la revista Elsevier le otorgó el Nederlander van het Jaar 2017, premio al holandés del año.[25]
- En 2018, Slat recibió el Premio Mundial de Artes Leonardo da Vinci, y el premio de Euronews al Empresario europeo del año.[26]
- En 2019, recibió el Savvy Award Grand Prix, premio que reconoce la innovación y creatividad en todas las disciplinas.[27]
- En 2020 recibe el Premio Fundación Princesa de Girona Internacional, por las soluciones tecnológicas de su fundación The Ocean Cleanup.[28]